# Florent Cuvelier
Florent Cuvelier (Anderlecht, 9 december 1992) is een Belgisch voetballer die als middenvelder speelt.

## Clubcarrière

### Stoke City
Cuvelier speelde in de jeugd bij Excelsior Bever, RAA Louviéroise, Excelsior Moeskroen, Portsmouth FC en Stoke City. Bij Stoke City bracht hij eerst een jaar door in de jeugdacademie, alvorens door te stromen naar de reserven.
Op 27 januari 2012 werd Cuvelier voor het eerst uitgeleend door Stoke: hij ging voor één maand naar derdeklasser Walsall FC. Op 31 januari maakte hij tegen Notts County FC zijn debuut voor The Saddlers. In zijn tweede profwedstrijd, tegen Oldham Athletic, maakte hij zijn eerste competitiedoelpunt. Toen de uitleenbeurt ten einde liep, was toenmalig Walsall-trainer Dean Smith zo onder de indruk van Cuvelier dat de uitleenbeurt werd verlengd tot het einde van het seizoen. Cuvelier keerde in mei 2012 terug naar Stoke City en kreeg er een contractverlenging aangeboden. Een maand later keerde hij terug naar Walsall, opnieuw via uitleenbeurt, ditmaal tot het einde van het kalenderjaar. Ook deze keer was hij een vaste waarde in het eerste elftal.
Met 33 wedstrijden in de League One op de teller keerde Cuvelier in januari 2013 terug naar Stoke City. Bij The Potters kreeg hij echter geen speelkansen in het eerste elftal. Op 27 maart 2013 werd hij dan ook voor de rest van het seizoen uitgeleend aan tweedeklasser Peterborough United. Daar speelde hij evenwel slechts één competitiewedstrijd, een invalbeurt van een kwartier tegen Watford FC. Op het einde van het seizoen keerde hij terug naar Stoke City, waar hij op de slotspeeldag tegen Southampton FC voor het eerst op de bank mocht zitten in de Premier League.

### Sheffield United
In de zomer van 2013 ruilde Cuvelier Stoke City op definitieve basis in voor Sheffield United. Cuvelier kreeg van trainer David Weir meteen vijf basisplaatsen op rij in de League One, waar Sheffield toen actief was. Weir werd in oktober 2013 echter opgevolgd door Nigel Clough, wat Cuvelier zijn basisplek kostte. In januari 2014 werd hij dan ook voor de rest van het seizoen uitgeleend aan reeksgenoot Port Vale FC. Cuvelier maakte op 18 januari 2014 zijn debuut voor Port Vale in de thuiswedstrijd tegen Oldham Athletic, maar na 36 minuten moest hij de strijd geblesseerd staken vanwege een knieblessure. De middenvelder moest uiteindelijk een kruis maken over de rest van het seizoen, waardoor hij slechts één wedstrijd in actie kwam voor Port Vale.
Cuvelier keerde pas in november 2014 terug uit blessure. Hij maakte zijn wederoptreden op 6 januari 2014, toen hij in de FA Cup vijf minuten voor tijd mocht invallen tegen Plymouth Argyle. De middenvelder liet zich meteen opmerken door in de slotfase een assist uit te delen aan ploeggenoot Marc McNulty. In zijn tweede seizoen bij Sheffield United werd hij opnieuw uitgeleend: op 6 maart 2015 trok hij voor de rest van het seizoen naar Burton Albion FC, waar Jimmy Floyd Hasselbaink toen trainer was. Vanwege hamstringproblemen kwam hij slechts één keer in actie voor de club. In die ene wedstrijd, een uitwedstrijd tegen Hartlepool United, scoorde hij wel het enige doelpunt van de wedstrijd.
In het seizoen 2015/16 kwam hij slechts negen keer in actie voor Sheffield United. Op het einde van het seizoen liep zijn contract in Bramall Lane ten einde.

### Walsall FC
In juni 2016 versierde Cuvelier een contract van één jaar bij Walsall FC, de club waaraan Stoke City hem in het verleden twee keer had uitgeleend. Ondanks enkele fysieke kwaaltjes kwam hij in zijn eerste seizoen 23 keer in actie. In maart 2017 werd zijn contract dan ook met één seizoen verlengd. Ook in het seizoen 2017/18 kwam hij 23 keer in actie. Desondanks werd zijn contract op het einde van het seizoen niet verlengd, waardoor Cuvelier in de zomer van 2018 opnieuw transfervrij was.

### Morecambe FC
Na enkele maanden zonder club, waarin hij bijkluste als pizzakoerier om rond te komen, tekende Cuvelier op 26 oktober 2018 een contract voor drie maanden bij Morecambe FC, een club uit de League Two. In die drie maanden speelde Cuvelier slechts één wedstrijd voor Morecambe, een wedstrijd in de Football League Trophy tegen Sunderland AFC. Cuvelier bleef blessureleed hebben en Morecambe werd uiteindelijk zijn laatste club.
In oktober 2020 maakte hij in de Waalse krant La Dernière Heure bekend dat hij zijn carrière officieel had beëindigd, ondertussen was hij parachutist geworden.

## Interlandcarrière
Cuvelier werd in het verleden opgeroepen voor diverse Belgische jeugdelftallen. Met de Belgische U19 nam hij in 2011 deel aan het EK –19. Hij speelde mee in de groepswedstrijden tegen Spanje en Turkije, en scoorde tegen Spanje het enige Belgische doelpunt.